# El Espino (Colombia)
El Espino è un comune della Colombia facente parte del dipartimento di Boyacá.
Il centro abitato venne fondato da José Tadeo Angarita e Agustín Muñoz nel 1790.